# Gilles de Lorris
Gilles de Lorris, mort le 28 novembre 1388, est un prélat français du XIVe siècle. 

## Biographie
Gilles de Lorris est évêque de Noyon de 1349 (ou 1351/1352) à 1388. Il est probablement le fondateur du collège de Tournai, à Paris (1353), et de l'hôpital du Petit-Pont de Saint-Quentin en 1370.

## Sources et références
1. ↑  Vincent Tabbagh (préf. Hélène Millet), Fasti Ecclesiæ Gallicanæ 2 Diocèse de Rouen : Répertoire prosopographique des évêques, dignitaires et chanoines des diocèses de France de 1200 à 1500, Turnhout, Brepols, 1998, 447 p. (ISBN 2-503-50638-0), p. 149